# 恩巴龍屬
恩巴龍屬（學名：Embasaurus）是獸腳亞目恐龍的一屬，生存於下白堊紀的貝里亞階，約1億4000萬年前。恩巴龍的化石發現中亞哈薩克斯坦。化石只有兩個破碎脊椎骨。部分科學家提出恩巴龍可能是個疑名。模式種是E. minax，是在1931年由蘇聯古生物學家Anatoly Riabinin描述、命名，屬名是以恩巴河來命名。根據古生物學家Mickey Mortimer的獸腳亞目網站，恩巴龍可能是個原始暴龍超科恐龍。

## 外部連結
- http://www.dinoruss.com/de_4/5a8edf6.htm （页面存档备份，存于）
- https://web.archive.org/web/20070624052610/http://simonkrauter.ntux.at/newdinorama/dinos/e/embasaurus/daten.htm
- Theropoda